# Ramón Vecinos
José Ramón Vecino Fernández (19 de febrero de 1958 - 5 de julio de 2009) fue un futbolista y un entrenador español.

## Carrera como entrenador
Nacido en Quereño, Orense, Vecinos dirigió varios equipos juveniles en su España natal. Se mudó a Costa Rica después de obtener su licencia oficial de entrenador.
En octubre de 2002 se hizo cargo del AD San Carlos de la primera división costarricense después de una etapa en el Herediano. En marzo de 2003 fue destituido del San Carlos costarricense. Fue entrenador del CD Árabe Unido en Panamá.
En junio de 2009 informó haber fichado por el Águila salvadoreño, solo para que el trato fracasara porque Vecinos quería traer a su propio personal de trastienda.

## Fallecimiento
Vecino se ahogó en julio de 2009 en Playa Grande, Costa Rica, con solo 51 años. Dejó tres hijos (Jacobo, Belén y Adrián). Era dueño de un restaurante en Liberia, Guanacaste y vivía en el país desde el año 2000.

## Clubes

### Como entrenador
| Club                           | País       | Año         |
| ------------------------------ | ---------- | ----------- |
| Selección Juvenil de El Bierzo | España     |             |
| Atlético Bembibre              | España     |             |
| S. D. Ponferradina             | España     |             |
| Club Sport Herediano           | Costa Rica | 2002        |
| A. D. San Carlos               | Costa Rica | 2002 - 2003 |
| C. D. Árabe Unido              | Panamá     | 2005 - 2006 |
| A. D. Santacruceña             | Costa Rica | 2006 - 2008 |